# Oboronia bueronica
Oboronia bueronica är en fjärilsart som beskrevs av Karsch 1895. Oboronia bueronica ingår i släktet Oboronia och familjen juvelvingar. Inga underarter finns listade i Catalogue of Life.